# Ancher Nelsen

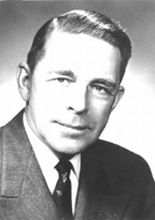
Ancher Nelsen

Ancher Nelsen (* 11. Oktober 1904 bei Buffalo Lake, Renville County, Minnesota; † 30. November 1992 in Hutchinson, Minnesota) war ein US-amerikanischer Politiker. Zwischen 1959 und 1974 vertrat er den Bundesstaat Minnesota im US-Repräsentantenhaus. Außerdem war er im Jahr 1953 für kurze Zeit Vizegouverneur seines Staates.

## Werdegang
Ancher Nelsen besuchte bis 1923 die High School in Brownton. Zwischen 1926 und 1935 war er Mitglied im Schulrat des 75. Schulbezirks. Zur gleichen Zeit saß er auch im Schulrat des Lynn Township. Hauptberuflich arbeitete Nelsen damals als Farmer. Daneben begann er als Mitglied der Republikanischen Partei eine politische Laufbahn.
Von 1935 bis 1949 gehörte Nelsen dem Senat von Minnesota an. In den Jahren 1948 und 1952 war er Delegierter zu den jeweiligen Republican National Conventions. 1953 wurde er Vizegouverneur seines Heimatstaates. Von diesem Amt trat er noch im selben Jahr zurück, weil er in den Vorstand der Rural Electrification Administration, einer Bundesbehörde, die sich mit der Elektrifizierung des ländlichen Raums befasste, berufen wurde. Diesen Posten bekleidete er zwischen 1953 und 1956.
Bei den Kongresswahlen des Jahres 1958 wurde Nelsen im zweiten Wahlbezirk von Minnesota in das US-Repräsentantenhaus in Washington, D.C. gewählt, wo er am 3. Januar 1959 die Nachfolge von Joseph Patrick O’Hara antrat. Nach sieben Wiederwahlen verblieb er bis zum 31. Dezember 1974 im Kongress. In diese Zeit fielen der Höhepunkt der Bürgerrechtsbewegung und der Beginn des Vietnamkrieges. Außerdem wurden die amerikanische Nation und der Kongress in den Jahren 1973 und 1974 von der Watergate-Affäre überschattet. Damals wurden auch der 23., der 24., der 25. und der 26. Verfassungszusatz beraten und verabschiedet.
Im Jahr 1974 verzichtete Nelsen auf eine erneute Kandidatur. Er gab sein Mandat am 31. Dezember 1974 auf, drei Tage vor dem eigentlichen Ende der Legislaturperiode. Anschließend zog er sich aus der Politik zurück. Ancher Nelsen starb am 30. November 1992 in Hutchinson. Er war zweimal verheiratet und hatte drei Kinder.